# شهر شرکت
شهر شرکت (انگلیسی: Company town) به محلی اطلاق می‌شود، که عملاً تمام فروشگاه‌ها و مسکن متعلق به یک شرکت باشد و شرکت مذکور کارفرمای اصلی آن منطقه محسوب گردد. شهرهای شرکت اغلب با مجموعه ای از امکانات رفاهی مانند فروشگاه‌ها، کلیساها، مدارس، بازارها و سایر امکانات تفریحی برنامه‌ریزی شده‌اند.